# Zdeněk Miler
Zdeněk Miler (* 21. Februar 1921 in Kladno, Tschechoslowakei; † 30. November 2011 in Nová Ves pod Pleší nahe Dobříš) war ein tschechischer Zeichner und Zeichentrickfilmer.

## Leben
Zdeněk Miler begann 1936 ein Studium an der staatlichen Graphikschule in Prag-Smíchov und studierte anschließend von 1939 bis 1942 Photographie an der Kunstgewerbeschule Prag. 1942 begann er seine Arbeit im Zeichentrickstudio des Baťa-Konzerns in Zlín. Dort lernte er die wichtigsten handwerklichen Fähigkeiten und spezialisierte sich auf Animationsfilme. Nach dem Zweiten Weltkrieg wechselte er zu der Zeichentrickfirma Bratři v triku und arbeitete zunächst als Zeichner, Regisseur und Autor. Später wurde er deren Direktor. Ab 1957 zeichnete Miler die Filme mit dem kleinen Maulwurf, die ihn international bekannt machten. Er illustrierte 40 Kinderbücher, die sich mehr als fünf Millionen Mal verkauften.
Am 28. Oktober 2006 wurde Miler vom Staatspräsidenten Václav Klaus die tschechische Verdienstmedaille als Ehrung für sein Lebenswerk verliehen. Von seinem Verdienst leistete er sich ein kleines Häuschen in einem Prager Villenviertel. Nachdem er 2002 mit dem Zeichnen aufhören musste, lebte er die letzten Jahre als Hochbetagter in einem Seniorenwohnheim in Nová Ves pod Pleší.
Zdeněk Miler starb im Alter von 90 Jahren und wurde auf dem Vyšehrader Friedhof in Prag beigesetzt.

## Der kleine Maulwurf

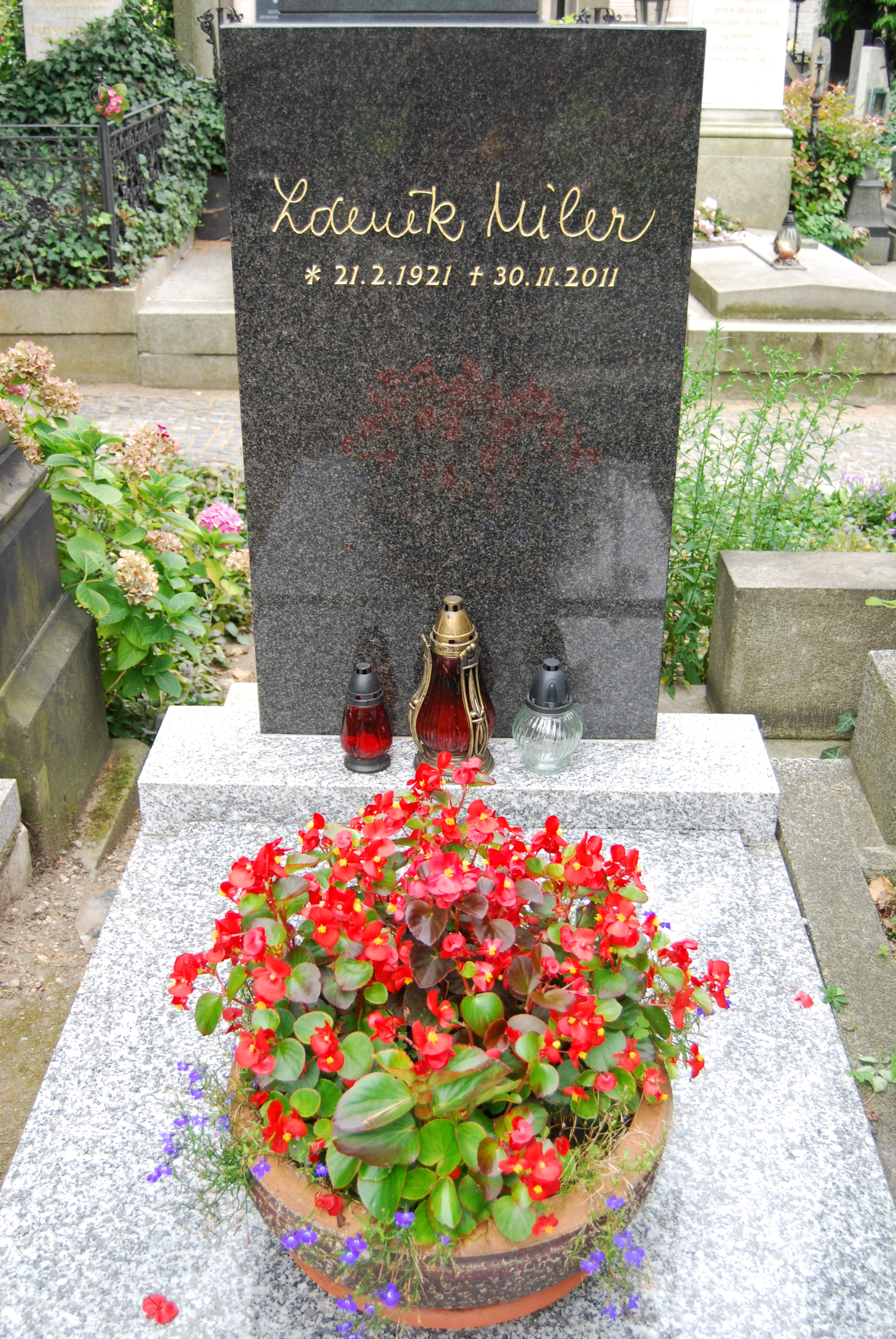
Das Grab von Zdeněk Miler auf dem Vyšehrader Friedhof in Prag

Miler entwickelte etwa 70 Filme. In ungefähr 50 von ihnen spielt seine bekannteste Figur, der kleine Maulwurf, die Hauptrolle. Die Idee dazu kam ihm, als er 1956 den Auftrag bekam, eine Geschichte für Kinder zu verfilmen. Da ihm das Drehbuch nicht gefiel und er sehr stark von Walt-Disney-Filmen beeinflusst war, suchte er nach einem Tier, welches die Leitfigur in dem Film übernehmen könnte. Später erklärte er die Wahl der Tierart damit, dass er eines Tages bei einem Spaziergang über einen Maulwurfshügel gestolpert und ihm dadurch die Idee gekommen sei, den Maulwurf als seine Figur zu verwenden.
1957 entstand dann der erste Film Wie der Maulwurf zu seiner Hose kam (Jak krtek ke kalhotkám přišel), der einen Silbernen Löwen bei den internationalen Filmfestspielen in Venedig gewann. Anfangs hat der Maulwurf noch gesprochen. Da Miler aber wollte, dass sein Maulwurf überall in der Welt verstanden wurde, verlieh er ihm später nur noch kurze Ausrufe, um seine Gefühle auszudrücken. Dabei verwendete er die Stimmen seiner Töchter. Diese waren es auch, die die Filme zuerst zu sehen bekamen. So konnte Miler sehen, ob seine Geschichten auch bei den Kindern ankamen.
Wie sehr Zdeněk Miler sich mit dem Maulwurf identifizierte, kann man an einem Zitat ablesen: „Ich brauchte lange, es zu begreifen, aber wenn ich den Maulwurf zeichne, dann zeichne ich mich selbst.“
Von Beginn an war der Maulwurf in der Tschechoslowakei ein großer Erfolg und heute ist der Maulwurf in über 80 Ländern zu sehen. In der deutschen Sendung mit der Maus erscheinen seit 1972 regelmäßig Folgen vom Maulwurf.
Der amerikanische Astronaut Andrew Jay Feustel schenkte Zdeněk Miler eine Plüschversion des kleinen Maulwurfs, die er an Bord der letzten Endeavour-Mission dabeihatte.
Eine Fanseite über den Kleinen Maulwurf ließ Miler 2005 durch seine Anwältin und die Rechtsabteilung des WDR schließen. 2015 restaurierte der WDR das Filmmaterial aufwändig und strahlte die Serie ab Silvester zuerst im Kindersender KIKA in neuer Qualität aus.

## Filmografie

### Weitere Filme
- 1948: O milionáři, který ukradl slunce nach Jiří Wolker (deutsch: Über den Millionär, der die Sonne raubte)
- 1953: O kohoutkovi a slepičce (deutsch: Der Hahn und die Henne)
- 1958: Měsíční pohádka (deutsch: Eine Mondgeschichte)
- 1959: Modrý kocourek (deutsch: Der blaue Junge)
- 1960: Jak štěňátko dostalo chuť na med (deutsch: Wie der Welpe Appetit auf Honig bekam)
- 1960: O štěňátku (deutsch: Über den kleinen Welpen)
- 1960: Jak štěňátko chtělo malé pejsky (deutsch: Wie der Welpe kleine Hunde wollte)
- 1960: Jak sluníčko vrátilo štěňátku vodu (deutsch: Wie die Sonne dem kleinen Welpen sein Wasser zurückgab)
- 1961: O nejbohatším vrabci na světě (deutsch: Über den reichsten Spatz der Welt)
- 1963: Rudá stopa (deutsch: Die rote Spur)
- 1963: O Čtverečkovi a Trojúhelníčkovi (deutsch: Über das kleine Viereck und das kleine Dreieck)
- 1967: Sametka (deutsch: Das Samtkropfband)
- 1977: Romance helgolandská (deutsch: Eine Helgoländische Romanze)
- 1978: Cvrček a stroj (deutsch: Die Grille und die Maschine)
- 1978: Cvrček a pavouk (deutsch: Die Grille und die Spinne)
- 1978: Cvrček a housličky (deutsch: Die Grille und die Geige)
- 1979: Cvrček a slepice (deutsch: Die Grille und das Huhn)
- 1979: Cvrček a pila (deutsch: Die Grille und die Säge)
- 1979: Cvrček a bombardón (deutsch: Die Grille und das Bombardon)
- 1979: Cvrček a basa (deutsch: Die Grille und der Kontrabass)